# Ordine implicită
Ordine implicită este un termen științific care descrie starea unui sistem atunci când diferite informații sau caracteristici sunt prezente, dar nu sunt evident vizibile sau detectabile la o inspectare directă a sistemului. 

## Exemplu
Ordinea implicită poate fi exemplificată folosind un experiment relativ cunoscut din dinamica fluidelor, mai exact un experiment de curgere laminară.Spațiul dintre doi cilindri concentrici de sticlă este umplut cu glicerină, căreia i se adaugă o picătură de cerneală (sau de tuș).  Când cilindrul exterior este răsucit într-o anumită direcție, picătura se alungește apoi se transformă într-o șuviță care devine din ce în ce mai subțire până când, la un moment dat, pare a dispărea, nemaifiind vizibilă.  În acest moment, se spune despre moleculele lichidului care formează picătura că sunt "total încorporate" printre moleculele glicerinei.  Caracteristica ascunsă a acestei faze a experimentului este prezența cernelii dispusă în straturi spiralate multiple.  Dacă experimentul este inversat, prin răsucirea cilindrului exterior în partea opusă celei inițiale, șuvițele invizibile devin la început vizibile, iar în final formează picătura originală.  Starea generală a sistemului s-a schimbat succesiv de la relevarea informației conținute, la "ascunderea" sa, respectiv la re-relevarea informației inițial vizibilă, dar ulterior "ascunsă". 